# Exilisciurus concinnus
Espèce
Statut de conservation UICN

 LC  : Préoccupation mineure
Exilisciurus concinnus est une espèce de rongeurs de la famille des Sciuridés endémique des Philippines.